# Hans Lucas
Hans Lucas (* 10. August 1865 in Konitz, Westpreußen; † 10. März 1939 in Berlin) war ein deutscher Altphilologe und Gymnasiallehrer.
Nach dem Besuch des Kaiserin Augusta-Gymnasiums in Charlottenburg studierte Lucas ab 1886 an der Universität Berlin Klassische Philologie, Archäologie und Geschichte. 1893 wurde er mit einer Arbeit zu Theognis von Megara promoviert. 1893 legte er das Lehrerexamen ab und absolvierte anschließend das Seminarjahr am Königlichen Wilhelms-Gymnasium in Berlin und das Probejahr am Gymnasium zum Grauen Kloster. 1896–97 bereiste er mit dem Reisestipendium des Deutschen Archäologischen Instituts Italien und Griechenland. Danach unterrichtete er zwei Jahre an einer Privatschule, anschließend am Progymnasium in Rixdorf. Ab 1902 war er als Lehrer am Kaiser Wilhelms-Realgymnasium in Berlin tätig. 1924 trat er in den einstweiligen Ruhestand, 1930 wurde er endgültig pensioniert.
Lucas publizierte zunächst auf archäologischem Gebiet, später zu altphilologischen Themen.